# 塩路勝久
塩路 勝久 (しおじ かつひさ、1956年または1957年 - ) は、日本の国土交通技官。青森県県土整備部長、国交省下水道部長、日本下水道新技術機構理事長を歴任。

## 経歴・人物
建設省入省。宮城県土木部土木企画課長、青森県県土整備部長、水管理・国土保全局下水道部下水道事業課長、2013年6月 日本下水道事業団理事、2014年7月 岡久宏史の後任として同局下水道部長。同時期に策定された新下水道ビジョンで「進化」と「持続」というキーワードを掲げ、建設から管理運営、予防保全に転換する方針を示した。2016年6月 森岡泰裕を後任として下水道部長を退任、退官。
退官後、日本下水道新技術機構参与、専務理事、2023年6月 花木啓祐の後任として同機構理事長。

## その他役員
- 下水道広報プラットホーム 理事[9]